# Madhyamam
Madhyamam ("Media") is een Malayalam-dagblad, dat wordt uitgegeven in de Indiase deelstaat Kerala. Het werd in 1987 opgericht door de Jamaat-e-Islami Hind, een fundamentalistische moslim-organisatie. Wat het aantal lezers betreft is het de vierde krant in Kerala (ruim 900.000 lezers). Het komt uit in tien edities in India (zeven in Kerala, alsook Mumbai, Bangalore en Mangalore). Ook komt het blad uit in de Golfstaten (Saoedi-Arabië, de Verenigde Arabische Emiraten, Oman, Bahrein, Koeweit en Qatar), waar het blad Gulf Madhyamam heet. In de Golfstaten heeft het de meeste edities van alle kranten. 
De krant is het orgaan en de spreekbuis van de partij. Het heeft verschillende onderzoeksjournalistieke artikelen gepubliceerd waarin misstanden aan de kaak worden gesteld en heeft bijna negentig awards gekregen. De krant is eigendom van de Ideal Publications Trust en is gevestigd in Kozhikode.